# 马泰奥·伦齐
马泰奥·伦齐（義大利語：Matteo Renzi，義大利語發音：[matˈtɛo ˈrɛntsi]，1975年1月11日—），意大利政治人物、第56任意大利总理，於2013年12月当选民主党总书记。他曾经在2004年至2009年出任佛罗伦萨省省长，2009年至2014年2月担任佛罗伦萨市长。

## 早年与事业
伦齐出生于佛罗伦萨，后获得佛罗伦萨大学法学学位。1996年加入意大利人民党，并于1999年成为人民党佛罗伦萨省秘书。
2004年6月12日，他作为中左翼的候选人赢得59%的选票当选为佛罗伦萨省省长。担任五年省长后，他于2009年6月9日以民主党候选人获得48%的选票（主要对手乔瓦尼·加利获得32%的选票），当选为佛罗伦萨市长。
担任市长一年后，随着知名度在全国的扩大，他在佛罗伦萨举办了大型的公开会议来讨论意大利政治，并认为民主党要有全面的变革。之后媒体给他起了一个绰号“拳击手”("scrapper"，rottamatore)。2011年他又举办了第二次公开会议，写下了100个讨论的议题，认为总理贝卢斯科尼应该辞职。

## 民主党总书记
2012年9月他表示有意参选民主党总书记，以领导中左翼参与2013年大选。在中左翼民主党内领导人竞选中，他只获得39%的支持，败于获得61%支持的皮埃尔·路易吉·贝尔萨尼，未能代表民主党参与大选。
在2013年4月贝尔萨尼辞职后，伦齐再次竞选党首一职，最终12月以68%的支持率而胜出当选为新一任民主党总书记。

## 意大利总理

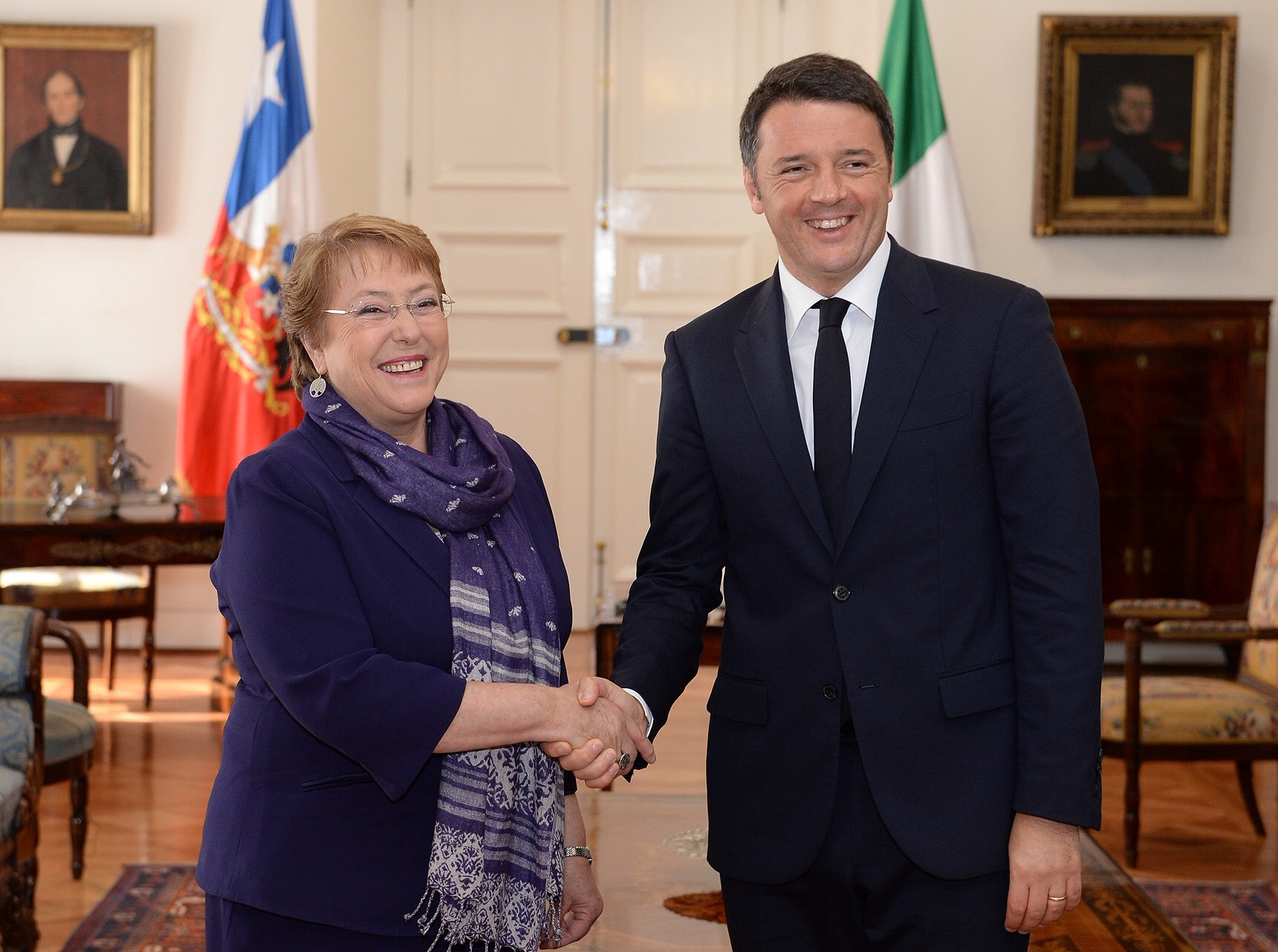
2015年10月23日伦齐与智利总统米歇尔·巴切莱特会面

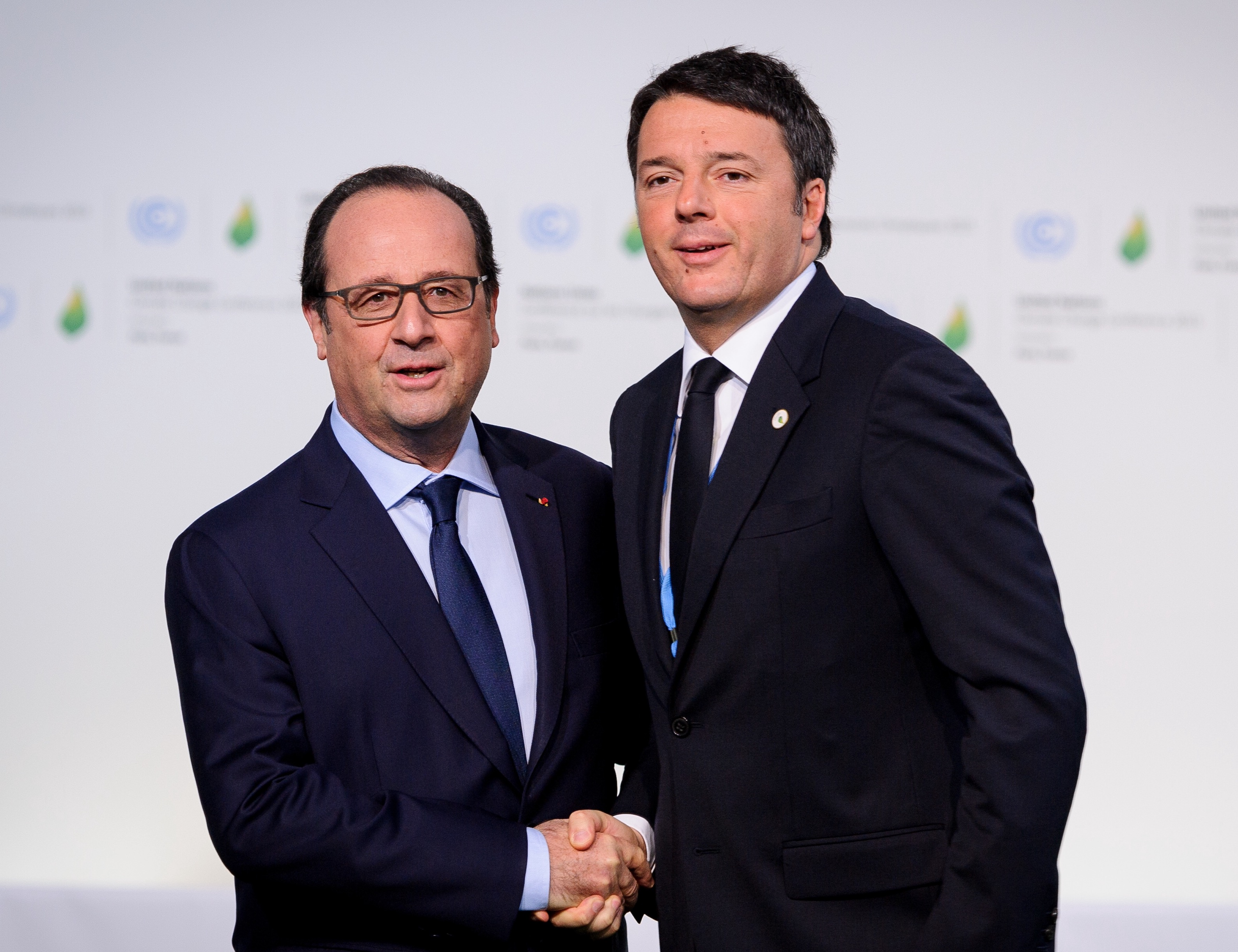
2015年11月30日伦齐在巴黎-勒布尔热机场与法国总统弗朗索瓦·奥朗德会面

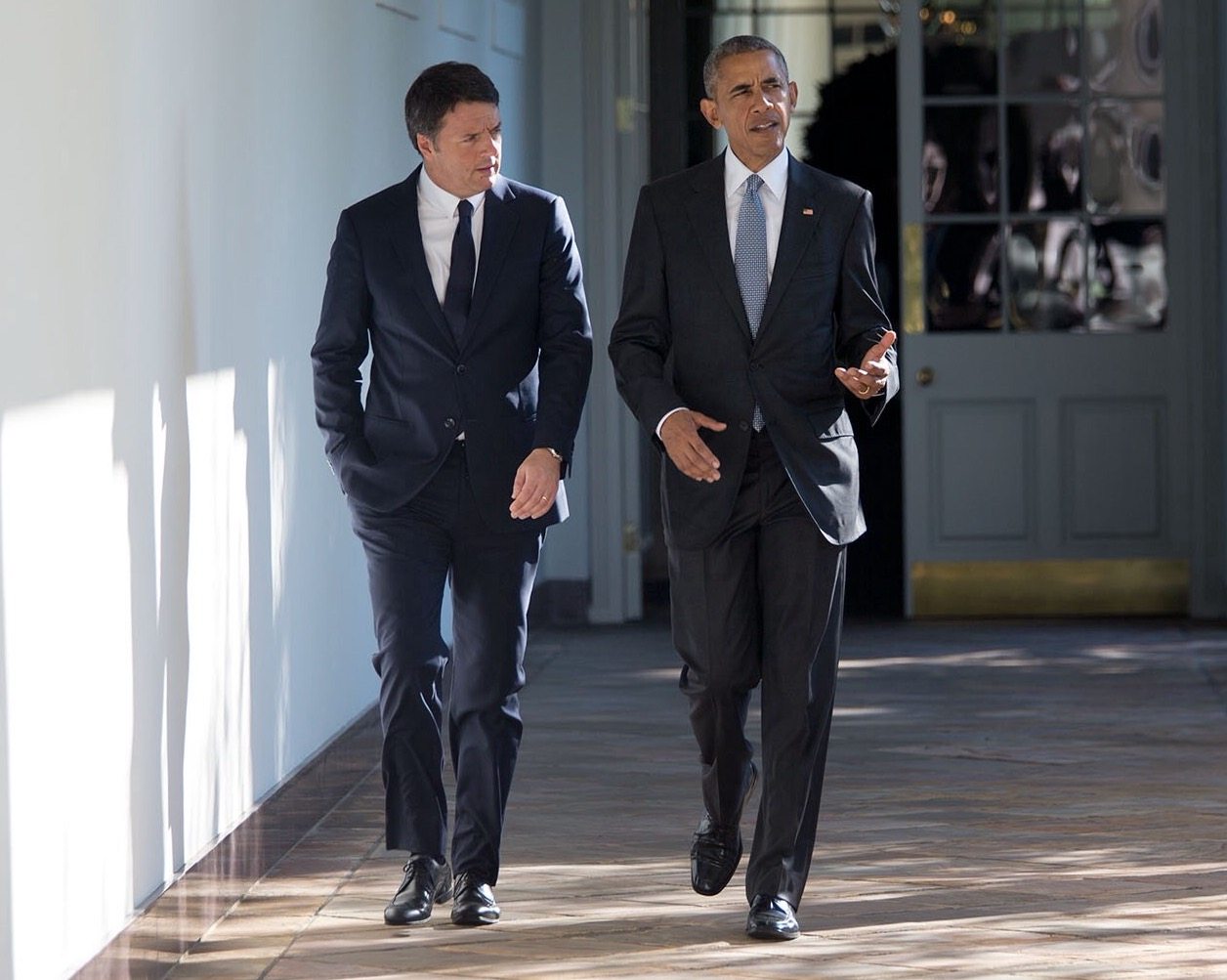
2016年10月19日伦齐在白宫与美国总统贝拉克·奥巴马会面

2014年1月，有报道称伦齐与时任总理恩里科·莱塔存在矛盾。2月12日莱塔明确表明了自己的立场，伦齐批评莱塔领导的政府未能通过重大改革、公开要求莱塔辞职以组新一届政府，并随后召集了一次党内高层会议。之后莱塔于2月14日正式向总统纳波利塔诺递交辞呈。伦齐出任新总理并组建新政府，以加快实施改革措施。
2014年2月18日，伦齐正式获得组阁授权，时年39岁的他也成为意大利有史以来最年轻的政府领导人。新内阁于2月22日上午正式宣誓就职，新内阁由16位部长和一位国务秘书组成，其中有8位来自民主党，3位来自新中右党，一位来自中间联盟，一位来自公民选择党，另有4位为无党派人士。

### 辞职
2016年12月4日，由于宪法改革公投未获通过，伦齐宣布将辞任总理职务，12月12日卸任，执政共计2年10个月，由外交部长保罗·真蒂洛尼接任总理。

## 總理之後
他在2017年至2018年間再次擔任民主黨主席。其後另起爐灶，於2019年創立立並領導義大利活力黨，並被認為在同年政府重組談判發揮關鍵作用。但在2021年，他有份推倒當年所支持成立的內閣。

## 个人生活
伦齐的妻子阿格妮丝·兰迪尼是一名教师，两人育有两个儿子和一个女儿。